# Fusell Tipus 24
El fusell Tipus Zhongzheng (xinès simplificat: 中正式, pinyin: Zhōng Zhèngshì), o Tipus 24 (xinès simplificat: 二四式, pinyin: Èrsì Shì) és un fusell xinès també conegut com Chiang Kai-shek/Jiang Jieshi Rifle, Fusell del Generalíssim, anomenat així pel Generalíssim Xinès Chiang Kai-shek. El fusell era una còpia de producció xinesa del fusell alemany Mauser M1924, el predecessor del Karabiner 98k. La pre-producció del fusell va començar en Agost de 1935 (any 24 del calendari Republicà, per això Tipus 24). Més tard, el seu va ser canviat a Tipus Zhongzheng i va començar la seva producció en massa a finals de 1935. Va ser designat com a Tipus 79, pels Comunistes Xinesos i tenia connotacions ideogràfiques de Chiang mutilat per ells. Encara que el fusell Hanyang 88 era produït en majors quantitats que el Tipus Zhongzheng, la seva producció estandardització va començar durant la Segona Guerra sinojaponesa.
En un període de deu anys, prop de mig milió de fusells van ser produïts. El seu últim ús en quantitats va ser durant la Guerra d'Indoxina  (1946–54).

## Historial de servei

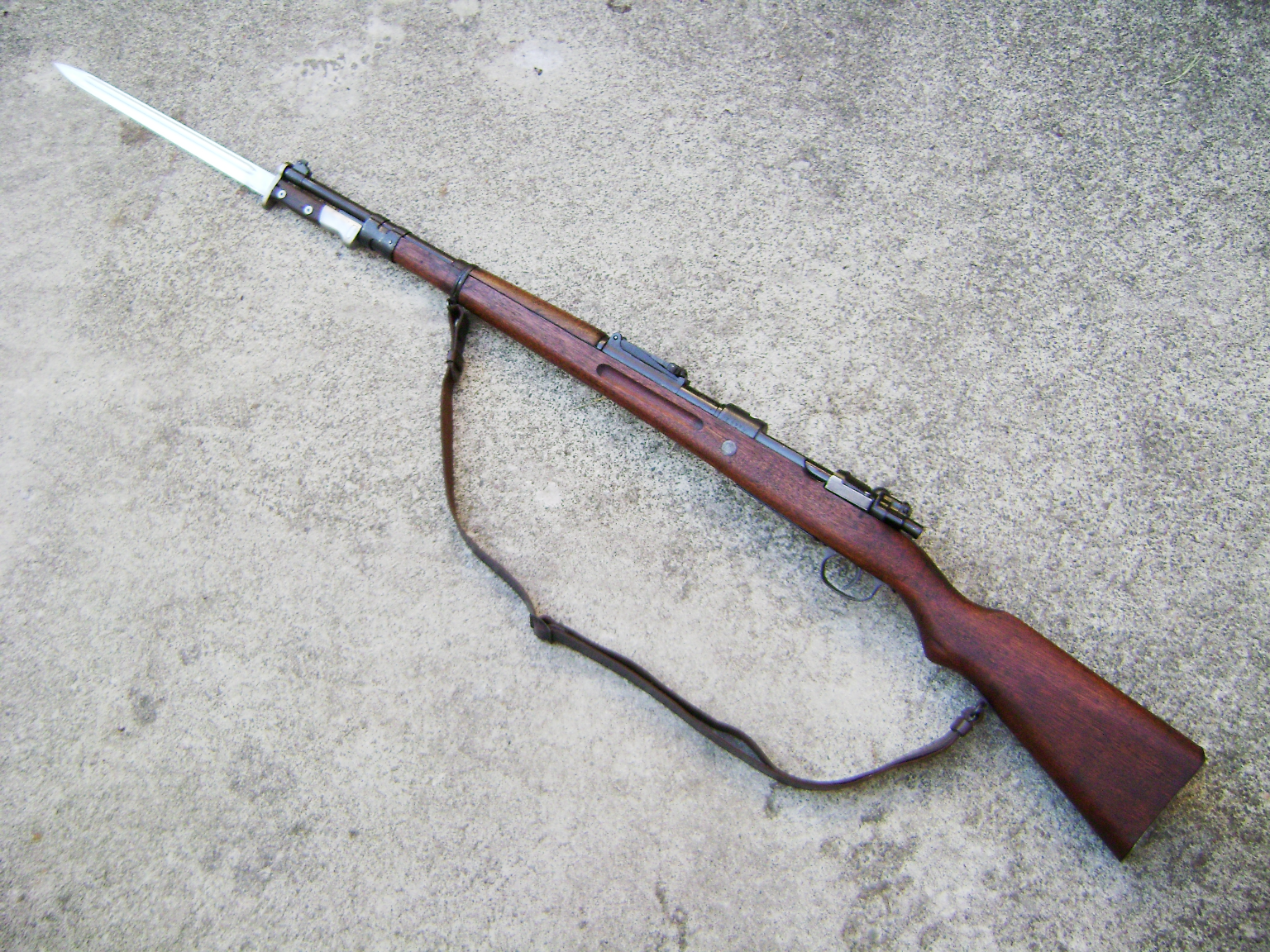
El fusell xines Chiang Kai-shek.

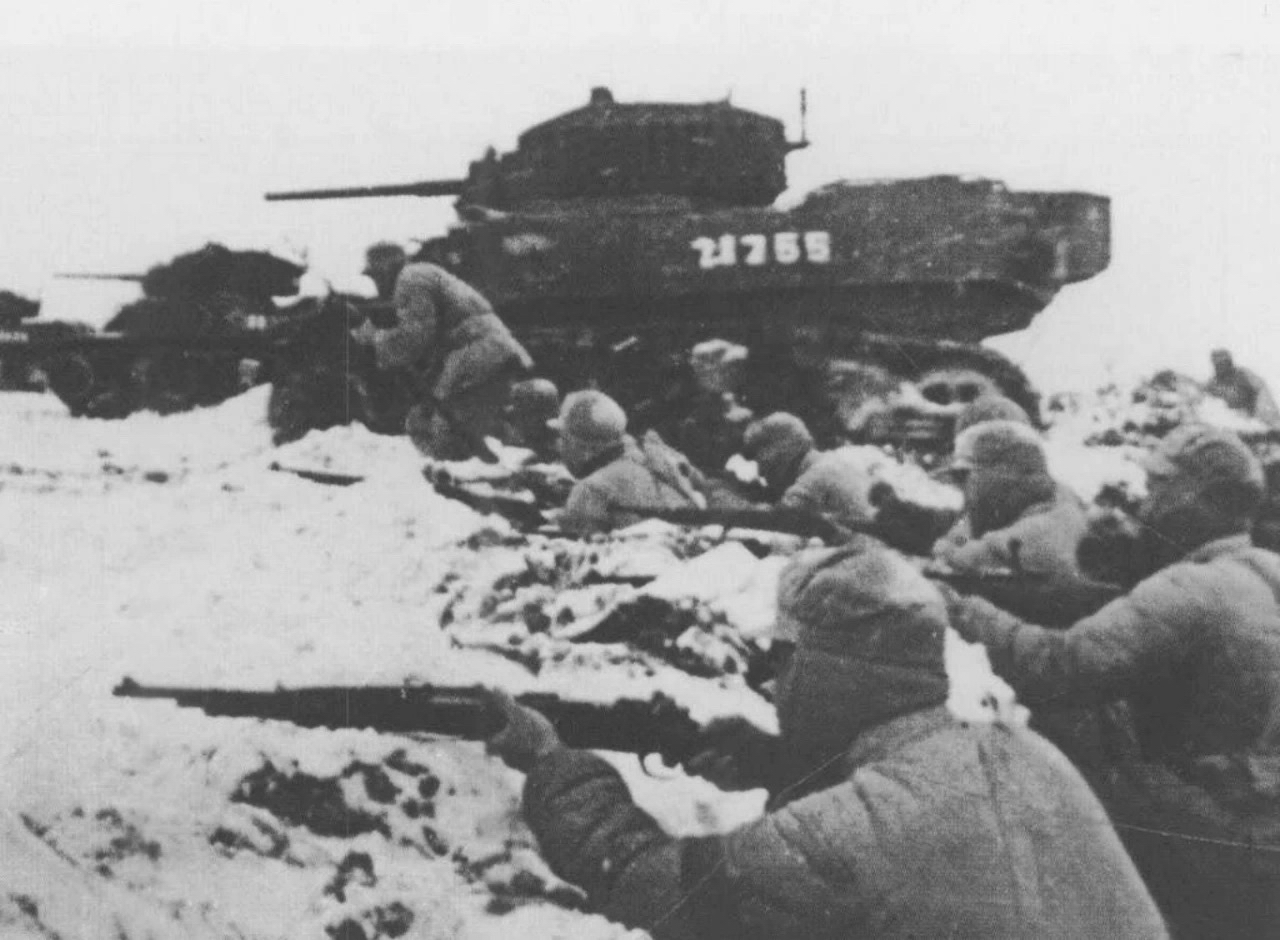
Soldats de l'Exèrcit Roig xinès utilitzant fusells Tipus 24 durant la campanya de Huai-Hai, de la Guerra Civil xinesa.

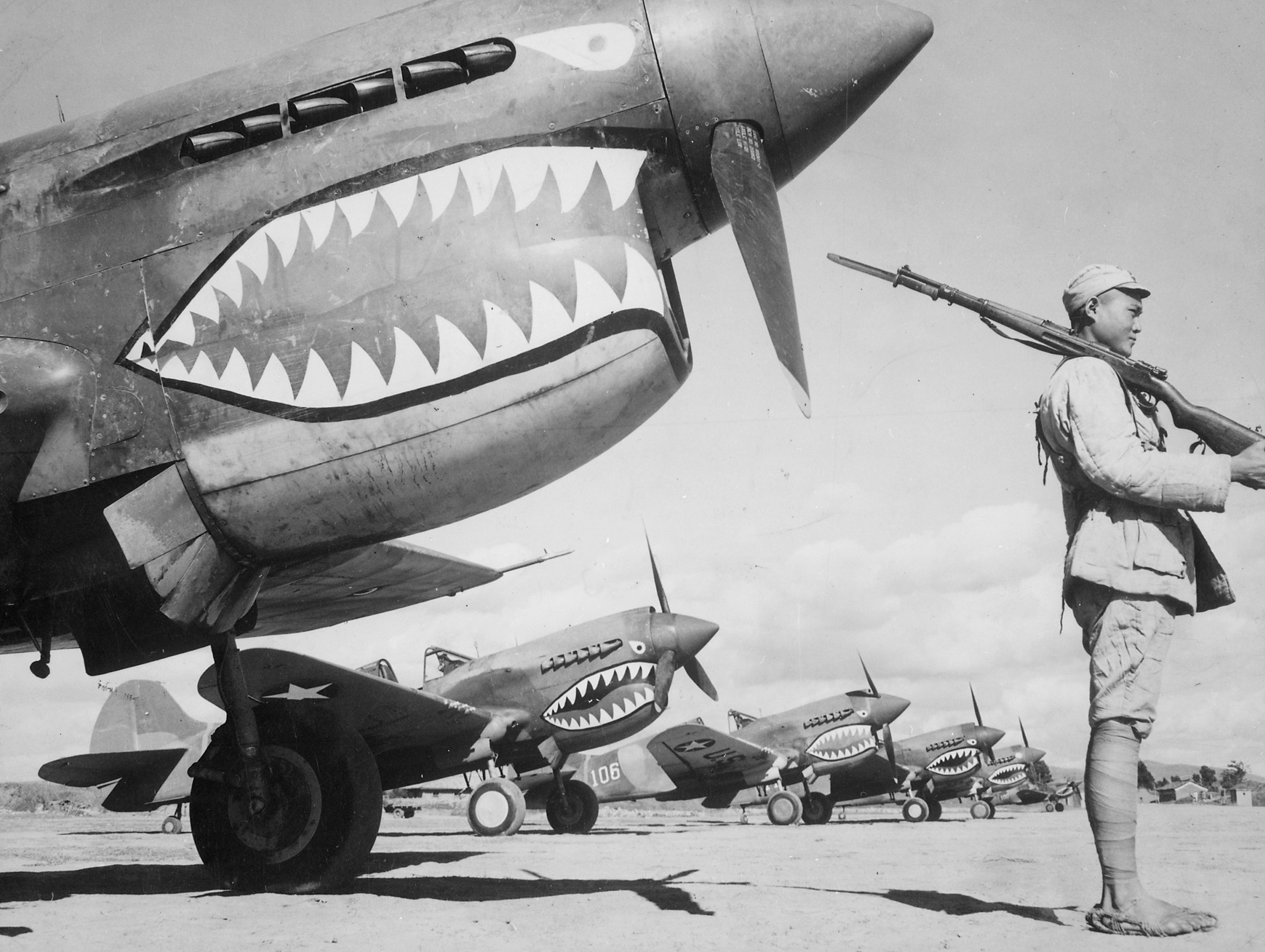
Un soldat de l'Exèrcit Popular d'Alliberament armat amb un fusell Tipus 24 vigilant uns caces P-40 Warhawk.

L'arma va servir com un dels molts fusells estàndards de l'Exèrcit Nacional Revolucionari xinès (els Nacionalistes, o NRA en anglès). Com el Karabiner 98k, era una versió reduïda i més lleugera del Gewehr 98, específicament, una copia del Mauser per Exportacions Obendorf, anomenat Model Estàndard de 1933, que va ser venut a la Xina i enviat a les millors tropes de Chiang, abans que els alemanys els proporcionessin els materials per a començar a produir el Tipus 24 en territori Xinès. La qualitat d'aquesta arma variava depenent de l'arsenal d'on provinguès, però tots els fusells Model Estàndard 1933 i 1934 de fabricació alemanya eren de primera qualitat, a excepció d'alguns K98k, que la Wehrmacht no va aprovar, i van ser comprats per els xinesos. Alguns fusells de fabricació xinesa de Tipus 24, eren d'una qualitat excelent, mentre que altres tenien una qualitat pèssima. Encara que van entrar en servei oficial en 1935, la limitada capacitat industrial xinesa, només els podia produir en petites quantitats. Mentre que la guerra anava progressant, la capacitat xinesa de producció en algunes ciutats com Chongqing i Kunming van començar a produir una quantitat més elevada de fusells. La seva producció no es va veure gaire afectada durant el Bombardeig de Chongqing perquè moltes de les fàbriques havien sigut mogudes sota terra. El fusell va ser principalment utilitzat per les forces no entrenades per els alemanys de l'Exèrcit Central Xinès, el nucli del NRA. I les forces entrenades per les tropes alemanyes utilitzaven, el ja similar, Karabiner 98k. Cap a la dècada de 1950, el Tipus Zhongzheng va ser retirat a favor dels fusells semiautomàtics americans de qualitat superior, com els M1 Garand i les Carabina M1, al igual que pel subfusell Thompson per les forces Nacionalistes. El fusell Tipus 24 (junt amb el M1 Garand) segueix sent utilitzat per l'Exèrcit de la República de la Xina com a fusell cerimonial fins al dia d'avui.
La Milícia del Poble de la Xina i algunes altres forces paramilitars feien servir el fusell Chiang Kai-shek (al igual que fusells Arisaka i Mosin-Nagants) fins a la dècada de 1980, on va quedar reemplaçat com a arma suplementària de cerimònies (l'arma principal per a les cerimonies va passar a ser el SKS) per a l'Exèrcit Popular d'Alliberament fins al dia d'avui. Alguns d'aquests fusells (al igual que moltes armes de la Milícia Popular i el PLA) segueixen sent utilitzats per alguns soldats de la Guàrdia Roja i algunes faccions durant la Revolució Cultural a mitjans i finals de la dècada de 1960.

## Especificacions tècniques
El major avantatge del Tipus 24 sobre els fusells Arisaka era que tenia un poder de parada superior, ja que utilitzava la munició de 8mm Mauser; el fusell també posseïa una major tassa de foc i més distància operativa que l'Arisaka. L'arma era més curta, (similar a la del K98k) comparada amb el Gewehr 98 i el fusell d'Arisaka Tipus 38.
Un total d'entre 500.000 i 600.000 armes va ser produïdes entre 1935 i 1945. L'arma va rebre el seu últim us a gran escala a la Guerra d'Indoxina per part del Vietminh contra les tropes franceses.
Junt amb la pistola Mauser C96 i el casc M35 Stahlhem, aquestes armes s'havien convertit en aspectes molt reconeixedors per a l'Exèrcit Nacional Revolucionari del Generalíssim i de l'Exèrcit Xinès durant el turbulent inici del segle XX per part de la Xina. Encara que el fusell fos nomenat pel Generalíssim Chiang Kai-shek i utilitzat per les seves tropes Nacionalistes, el fusell també va ser utilitzat per les forces Comunistes durant la Guerra Civil Xinesa.
El fusell podia utilitzar la baioneta HY1935, reemplaçant la Dadao (una espasa xinesa). Algunes divisions i milícies de guerrillers que no van rebre cap tipus d'equipament més modern van seguir utilitzant la Dadao per als combats a curta distància.

## Testimonis
El sergent xinès Tung Chih Yeh, va reconèixer haver disparat i matat prop d'uns 100 soldats de l'Exèrcit Imperial Japonès utilitzat un fusell Chiang Kai-shek sense mira tel·lescòpica en la zona de Yangtze.

## Variants
Hi havien dues variants principals del fusell Chiang Kai-shek:
1. El Tipus 1: que tenia un canó més llarg i una empunyadura davantera.
2. El Tipus 2: tenia un canó més curt i una empunyadura davantera amb un forrellat més petit.